# 康拉德四世 (奧萊希尼察)
康拉德四世（波蘭語：Konrad IV Starszy，約1384年—1447年8月9日），奧萊希尼察公爵，康拉德三世的長子，1417年起為弗羅茨瓦夫主教。

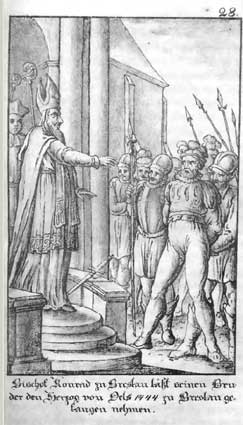
康拉德四世（左）

父親於1412年去世後，康拉德四世起初與長弟康拉德五世共治。1416年他宣布將公爵之位讓給三位弟弟，轉而從事教會事業。